# Drammensfjord
Der Drammensfjord ist ein etwa 30 Kilometer langer norwegischer Fjord, der als nordwestlicher Nebenarm in den äußeren Oslofjord mündet. Größter Zufluss ist der wasserreiche Fluss Drammenselva, der in der Stadt Drammen am nordöstlichen Ende des Fjordes ins Meer fließt. Die Stadt am Ende des Fjordes ist Zentrum der Drammensregion, Norwegens fünftgrößtes Ballungsgebiet mit 149.400 Einwohnern (Stand 2021).
Auf der westlichen Seite liegt die Gemeinde Drammen, die zum Fylke Buskerud gehört; auf der Nordseite befindet sich der Ort Lierstranda, der Teil der Gemeinde Lier ist. Auf der östlichen Seite trennt die Halbinsel Hurumlandet in der zum Fylke Akershus gehörenden Kommune Asker den Drammensfjord vom Oslofjord.
Zwischen dem Tettsted Svelvik im Westen und der Siedlung Verket im östlichen Hurum ragt aus der Halbinsel Hurumlandet eine große Endmoräne heraus und teilt den Drammensfjord in einen flachen äußeren und bis zu 117 Meter tiefen inneren Abschnitt. Der dort liegende schmale Sund ist etwa 200 Meter breit und führt eine starke Strömung mit sich. Wegen der Einengung am Sund und dem Wasserreichtum des Flusssystems Drammensvassdraget enthält der innere Teil viel Brackwasser. An der Meerenge, die 10 Kilometer nördlich der Fjordmündung liegt, verkehrt zwischen Svelvik und Verket eine Autofähre.
Der Drammensfjord ist das ganze Jahr über für den Schiffsverkehr geöffnet. Nach Bedarf werden im Winter Eisbrecher eingesetzt.
Der Name Drammen beschrieb früher den inneren Teil des Fjordes, der im Altnordischen Drafn, hieß. Der entsprechende Begriff weiblichen Geschlechtes Drǫfn war der Name des Flusses Drammenselva, der vermutlich älter als der Fjordname ist. Es wird angenommen, dass Drammen für das Wogende oder der, der unreines Wasser hat steht.
Bereits die Wikinger nutzten den Fjord als Handelsweg. Die Snorra-Edda beschreibt, wie sie mit ihren Langschiffen den Fjord hinauf segelten. In der Neuzeit entwickelte sich der Drammensfjord zu Norwegens wichtigster Hauptschlagader für den Bauholzexport. Industrie und dichte Besiedlung führten im 20. Jahrhundert vor allem im inneren Teil des Fjordes zu einer starken Verunreinigung des Gewässers, dessen Wasserqualität sich in den letzten Jahren dank Gegenmaßnahmen wieder deutlich verbessert hat. Heute ist der Fjord ein wichtiges Naherholungsgebiet für die Drammensregion.
Die Rösen von Røysene liegen auf dem gleichnamigen Hügel am Ausgang östlich des Fjordes.